# When the Deacon Swore
When the Deacon Swore è un cortometraggio muto del 1915 diretto da Al Christie (con il nome Al E. Christie). Prodotto dalla Nestor e distribuito dall'Universal Film Manufacturing Company, aveva come interpreti Eddie Lyons, Lee Moran, Victoria Forde e Charles Manley.

## Produzione
Il film fu prodotto dalla Nestor Film Company.

## Distribuzione
Distribuito dall'Universal Film Manufacturing Company, il film - un cortometraggio a un rullo - uscì nelle sale cinematografiche statunitensi il 22 gennaio 1915.